# Pekingkonventionen
 Pekingkonventionen af 18. oktober 1860 var en tillægsaftale til Tianjintraktaten, hvor de fremmede magter efter anden opiumskrig pålagde Kina yderligere forpligtelser.
Kina måtte udover de tidligere bestemte traktathavne, også åbne Tianjins havn for oversøisk handel, tillade udenlandske flådeenheder fri fart på floderne i landet, og tillade sine egne borgere at emigrere på britiske skibe.
Desuden måtte Kina betale krigsskadeerstatninger på yderligere 16 millioner liang og indrømme generel toldfrihed for tekstilimporten. Kina måtte også afstå halvøen Kowloon til den britiske kronkoloni Hongkong.
Dele af Ydre Manchuriet blev overført til Det Russiske Kejserrige. Russerne fik Ussuri kraj, en del af det moderne Primorskij, et område som svarer til den gamle manchuriske provins Øst-Tartaria.